# Liste der Stolpersteine in Frankfurt-Unterliederbach
Die Liste der Stolpersteine in Frankfurt am Main führt die vom Künstler Gunter Demnig verlegten Stolpersteine in Frankfurt am Main auf. Die Initiative Stolpersteine in Frankfurt am Main e. V. hat seit November 2003 die Verlegung von ca. 2000 Stolpersteinen, mindestens fünf Kopfsteinen und mindestens vier Stolperschwellen veranlasst. Die Initiative wird von der Stadt Frankfurt sowie von zahlreichen Institutionen, darunter das Jüdische Museum und das Institut für Stadtgeschichte unterstützt.
Die Steine erinnern an Menschen, die während der Zeit des Nationalsozialismus verfolgt, verhaftet, gequält, entrechtet, zur Flucht oder zum Suizid getrieben oder ermordet wurden. An ihrem letzten frei gewählten Wohnort in Frankfurt erinnern die Steine an alle Opfer des Nationalsozialismus: an Juden, Sinti und Roma, politisch Verfolgte, Zeugen Jehovas, Homosexuelle und Zwangsarbeiter, an als „asozial“ gebrandmarkte Menschen und an die Opfer der sogenannten „Euthanasie“-Morde an Kranken und Behinderten.
Im Oktober 2018 verlegte Gunter Demnig in Frankfurt den europaweit siebzigtausendsten Stein.
Die Stadtteile sind nach der Liste der Stadtteile von Frankfurt am Main angelegt. In den nicht gelisteten Stadtteilen liegen bislang keine Stolpersteine.
Über die hinter den Namen der Opfer liegenden Links lässt sich die zugehörige Biographie auf der Homepage der Stadt Frankfurt aufrufen.

## Liste
| Adresse                   | Name                                | Verfolgungsschicksal | Verlegedatum     | Bild                                                     | Anmerkung |
| ------------------------- | ----------------------------------- | --- | ---------------- | -------------------------------------------------------- | --------- |
| Heimchenweg 47 ·          | Carl Hartogsohn                     | Carl Hartogsohn geb. 27.7.1905 deportiert 11.11.1941 Minsk ermordet                                                                                     | 1. November 2011 | Stolperstein heimchenweg 47 Hartogsohn Carl              |           |
| Heimchenweg 47 ·          | Hedwig Hartogsohn                   | Hedwig Hartogsohn geb. Rüb geb. 15.11.1911 deportiert 11.11.1941 Minsk ermordet                                                                         | 1. November 2011 | Stolperstein heimchenweg 47 Hartogsohn Hedwig            |           |
| Loreleistraße 6 ·         | Paula Lubowitzky                    | Paula Lubowitzky geb. Walheim geb. 10.01.1884 Zeuge Jehovas Verhaftet 1937 Gefängnis Frankfurt Moringen Lichtenburg Ravensbrück Befreit                 | 24. Juni 2017    | Lubowitzky Paula                                         |           |
| Karl-König-Weg 36 ·       | Elisabeth Zakowski                  | Elisabeth Zakowski geb. Triebel geb. ??.??.1897 Im Widerstand/KPD 1936 verhaftet Anklage wegen „Hochverrat Strafanstalten Frankfurt/Aichach Hochverrat“ | 24. Juni 2017    | Zakowski Elisabeth                                       |           |
| Karl-König-Weg 36 ·       | Josef Zakowski                      | Josef Zakowski geb. 12.5.1895 Im Widerstand/KPD 1936 verhaftet Anklage wegen „Hochverrat Strafanstalten Frankfurt/Aichach Hochverrat“ Tot 26.11.1936    | 24. Juni 2017    | Zakowski Josef                                           |           |
| Königsteiner Straße 167 · | Elias Kahn                          | Elias Kahn geb. 15.6.1884 deportiert 11.11.1941 Minsk ermordet                                                                                          | 12. April 2013   | Stolperstein Koenigsteiner Str. 167                      |           |
| Königsteiner Straße 83 ·  | Henriette J. Neustädter geb. Stern  | Henriette J. Neustädter geb. Stern geb. 17.12.1858 deportiert 18.2.1942 Theresienstadt ermordet 4.12.1942                                               | 12. April 2013   | Stolperstein Koenigsteiner Str. 83 Neustaedter Henriette |           |
| Königsteiner Straße 83 ·  | Ilse Neustädter                     | Ilse Neustädter geb. 28.2.1926 deportiert 11.11.1941 Minsk ermordet                                                                                     | 12. April 2013   | Stolperstein Koenigsteiner Str. 83 Neustaedter Ilse      |           |
| Königsteiner Straße 83 ·  | Jenny Neustädter geb. Adler         | Jenny Neustädter geb. Adler geb. 15.1.1893 deportiert 11.11.1941 Minsk ermordet                                                                         | 12. April 2013   | Stolperstein Koenigsteiner Str. 83 Neustaedter Jenny     |           |
| Königsteiner Straße 83 ·  | Ruth Neustädter                     | Ruth Neustädter geb. 1.7.1923 deportiert 11.11.1941 Minsk ermordet                                                                                      | 12. April 2013   | Stolperstein Koenigsteiner Str. 83 Neustaedter Ruth      |           |
| Königsteiner Straße 83 ·  | Siegmund Neustädter                 | Siegmund Neustädter geb. 23.6.1895 deportiert 11.11.1941 Minsk ermordet                                                                                 | 12. April 2013   | Stolperstein Koenigsteiner Str. 83 Neustaedter Siegmund  |           |
| Königsteiner Straße 84 ·  | Doris Strauss                       | Doris Strauss geb. 23.5.1935 deportiert 19.10.1941 Łódź 10.9.1942 Chelmno ermordet                                                                      | 12. April 2013   | Stolperstein Königsteiner Str. 84 Strauss Karoline Doris |           |
| Königsteiner Straße 84 ·  | Irma Irene Strauss geb. Isselbacher | Irma Irene Strauss geb. Isselbacher geb. 24.11.1908 deportiert 19.10.1941 Łódź ermordet                                                                 | 12. April 2013   | Stolperstein Königsteiner Str. 84 Strauss Irma           |           |
| Königsteiner Straße 84 ·  | Mathilde Strauss geb. Halberstadt   | Mathilde Strauss geb. Halberstadt geb. 30.3.1871 deportiert 22.11.1941 Kaunas ermordet 25.11.1942                                                       | 12. April 2013   | Stolperstein Königsteiner Str. 84 Strauss Mathilde       |           |
| Königsteiner Straße 84 ·  | Siegfried Strauss                   | Siegfried Strauss geb. 20.3.1903 deportiert 19.10.1941 Łódź ermordet 6.8.1942                                                                           | 12. April 2013   | Stolperstein Königsteiner Str. 84 Strauss Siegfried      |           |